# Trégueux
Trégueuxⓘ (bret. Tregaeg) – miejscowość i gmina we Francji, w regionie Bretania, w departamencie Côtes-d’Armor, przedmieście Saint-Brieuc.
Według danych na rok 1990 gminę zamieszkiwało 6970 osób, a gęstość zaludnienia wynosiła 478 osób/km² (wśród 1269 gmin Bretanii Trégueux plasuje się na 47. miejscu pod względem liczby ludności, natomiast pod względem powierzchni na miejscu 680.).